# 超时空救兵
《超时空救兵》（英語：Ultra Reinforcement）是中国大陆奇幻爱情片，导演林子聪，主演霍建华、景甜、郭品超、張達明。

## 剧情
该片讲述杨志昂（霍建華 飾）借助玉佩的力量传送到唐朝，营救史可进（郭品超 飾），并且和灵芝（景甜 飾）结为连理。

## 演員
| 演员   | 角色           |
| 霍建华 | 杨志昂（二蛋） |
| 景甜   | 灵芝郡主       |
| 郭品超 | 史可进         |
| 郝好   | 安琪           |
| 孙浩   | 杀手杨敖       |
| 林子聪 | 李白（李一飞） |
| 張達明 | 史可延         |
| 林雪   | 出版社老板     |
| 毕海峰 | 范阳王         |
| 田启文 | 精神病人甲     |
| 陈忠泰 | 精神病人乙     |